# Молоков, Иван Константинович
Иван Константинович Молоков (1917—1977) — полковник Советской Армии, участник Великой Отечественной войны, Герой Советского Союза (1944).

## Биография
Иван Молоков родился 24 февраля 1917 года в деревне Никитовка (ныне — Свердловский район Орловской области). После окончания семи классов школы работал трактористом. В 1938 году Молоков был призван на службу в Рабоче-крестьянскую Красную армию. Участвовал в советско-финской войне. С июня 1941 года — на фронтах Великой Отечественной войны. В 1943 году Молоков окончил 3-е Саратовское танковое училище.
К апрелю 1944 года гвардии старший лейтенант Иван Молоков командовал взводом средних танков 22-го гвардейского отдельного танкового полка 51-й армии 4-го Украинского фронта. Отличился во время освобождения Крыма. 8-10 апреля 1944 года Молоков участвовал в прорыве трёх линий немецкой обороны в районе села Каранки (ныне не существует, находилось на территории Джанкойского района). Взвод Молокова первым ворвался в село Томашовка того же района, нанеся противнику большие потери. В том бою Молоков был контужен, но продолжал сражаться.
Указом Президиума Верховного Совета СССР от 16 мая 1944 года за "мужество и отвагу, проявленные в Крымской операции, " старший лейтенант Иван Молоков был удостоен высокого звания Героя Советского Союза с вручением ордена Ленина и медали «Золотая Звезда» за номером 3658.
После окончания войны Молоков продолжил службу в Советской Армии. В 1945 году он окончил Ленинградскую военную офицерскую школу, в 1954 году — Ленинградскую высшую бронетанковую школу. В 1958 году в звании полковника Молоков был уволен в запас. Проживал в белорусском городе Гродно, работал в горисполкоме. Умер 18 октября 1977 года.

## Награды и звания
- Герой Советского Союза (1944)
- Орден Ленина
- Медаль «Золотая Звезда»
- Орден Красного Знамени
- Орден Александра Невского
- Орден Красной Звезды
- Ряд медалей[1]

## Память
Имя И. К. Молокова носит одна из улиц города Гродно.